# Cis rufescens
Cis rufescens es una especie de coleóptero de la familia Ciidae.

## Distribución geográfica
Habita en Guadalupe (Francia).